# Johan Wallner
Johan Wallner, född 8 februari 1965 i Filipstad, är en svensk utförsskidåkare. Wallner har två VM-medaljer och har deltagit i fyra olympiska spel: Sarajevo 1984, Calgary 1988, Albertville 1992 och Lillehammer 1994.
Han vann världscupdeltävlingen i slalom Berchtesgaden den 14 januari 1986.

## Världscupvinster
| Datum           | Plats         | Disciplin |
| --------------- | ------------- | --------- |
| 14 januari 1986 | Berchtesgaden | Slalom    |

### Fotnoter
1. ↑  Gunnar Nordström (4 december 2006). ”Bästa dagen i mitt liv” (på svenska). Expressen. https://www.expressen.se/sport/alpint/basta-dagen-i-mitt-liv/. Läst 6 september 2018.